# Barleux
Barleux é uma comuna francesa na região administrativa de Altos da França, no departamento de Somme. Estende-se por uma área de 7,46 km². Em 2010 a comuna tinha 238 habitantes (densidade: 31,9 hab./km²).